# Mieczysław Marzec
Mieczysław Jan Marzec (ur. 24 listopada 1917 w Klimontowie, zm. 12 czerwca 2002 w Warszawie) – polski górnik i komunistyczny działacz partyjny, poseł na Sejm Ustawodawczy (1947–1952) oraz na Sejm PRL III i IV kadencji (1961–1969). 

## Życiorys
Syn Andrzeja i Wiktorii. Absolwent Państwowej Szkoły Górniczej i Hutniczej w Dąbrowie Górniczej (1938). Po maturze w Szkole Podchorążych Rezerwy Łączności w Zegrzu. Uczestnik wojny obronnej w 1939. W stopniu plutonowego podchorążego walczył w bitwie pod Tarnawatką w szeregach 21 Pułku Ułanów. W czasie okupacji niemieckiej należał (w latach 1942–1944) do oddziału Batalionów Chłopskich, a następnie do Armii Ludowej.
Od 1939 do 1942 był robotnikiem w kopalni w Wojkowicach Komornych. W latach 1943–1944 pracował jako urzędnik w zarządzie gminnym Topola-Pińczów, a w 1945 był wicestarostą w Miechowie. Od 1945 do 1947 był wicedyrektorem kopalni Biały Kamień w Wałbrzychu. W 1945 należał do inicjatorów powstania Klubu Sportowego Julia Biały Kamień.
W 1945 wstąpił do Polskiej Partii Robotniczej, a w 1948 wraz z nią do Polskiej Zjednoczonej Partii Robotniczej. W latach 1947–1949 kolejno w PPR i PZPR sprawował funkcję I sekretarza Komitetu Miejskiego i Powiatowego. W 1947 uzyskał nominację na posła do Sejmu Ustawodawczego w okręgu Legnica, gdzie reprezentował kolejno PPR i PZPR do 1952 (zasiadał w komisjach Konstytucyjnej i Przemysłowej). Od 1949 do 1950 pełnił funkcję II sekretarza Komitetu Wojewódzkiego PZPR we Wrocławiu, a w latach 1950–1951 sekretarza Zarządu Głównego Związku Młodzieży Polskiej. Od 1951 do 1953 był słuchaczem Szkoły Partyjnej przy KC PZPR w Warszawie. Był zastępcą kierownika wydziałów Komitetu Centralnego PZPR: Przemysłu Lekkiego (1953–1956), Ekonomicznego (1956–1958) i Organizacyjnego (1960–1966). W 1954 zasiadł w Centralnej Komisji Rewizyjnej partii. W latach 1958–1960 był I sekretarzem KW PZPR w Bydgoszczy, a od stycznia 1960 do listopada 1968 zasiadał w KC PZPR. W 1961 ponownie wybrany w skład Sejmu PRL z okręgu Włocławek. Zasiadał w Komisji Spraw Wewnętrznych. W IV kadencji Sejmu PRL (1965–1969) był reprezentantem okręgu Łódź-Bałuty, pracował w tej samej Komisji. Od grudnia 1968 do maja 1972 był zastępcą przewodniczącego Komitetu Drobnej Wytwórczości.
Pochowany na Cmentarzu Wojskowym na Powązkach w Warszawie (kwatera A30-6-10).

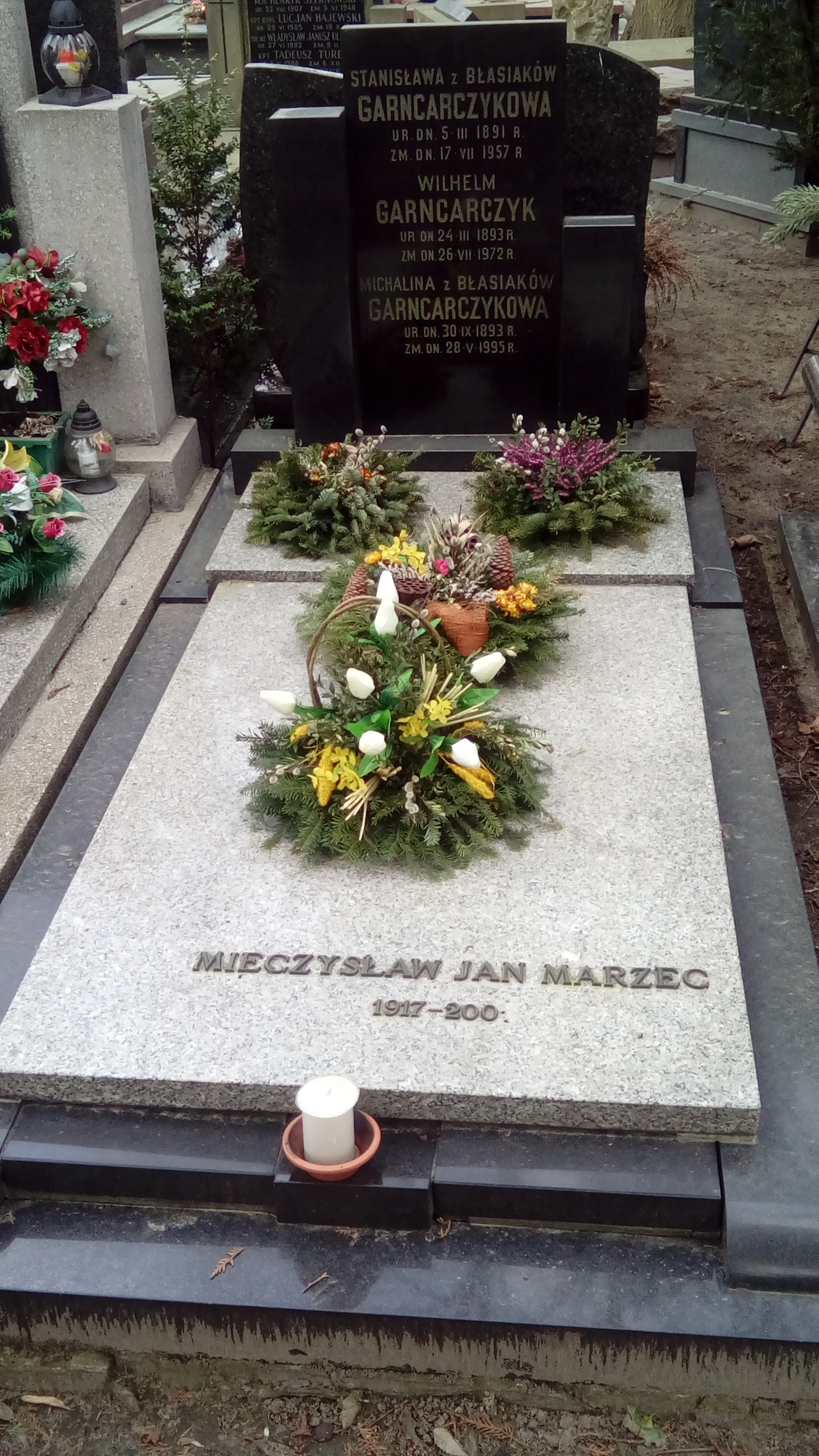
Grób Stanisławy i Willhelma Gancarczyków i Mieczysława Marca na Cmentarzu wojskowym na Powązkach

## Odznaczenia
- Order Sztandaru Pracy I klasy
- Order Sztandaru Pracy II klasy
- Krzyż Walecznych
- Krzyż Partyzancki[4]
- Złoty Znak Związku Ochotniczych Straży Pożarnych (1968)[5]
- Honorowa odznaka Zrzeszenia Studentów Polskich (1962)[6]
- Odznaka 1000-lecia Państwa Polskiego (1966)[7]